# William Ockham
William of Ockham, magyarosan Ockhami Vilmos, olykor Occam (latinul: Guillelmus de Ockham), (1287 körül – 1347. április 9.) angol nemzetiségű ferences rendi szerzetes, a skolasztikus filozófia és teológia kiemelkedő személyisége. Olyan szellemi mozgalmat indított el, amivel az újkori gondolkodást alapozta meg. Ismeretes Venerabilis Inceptor néven is.

## Élete
Születésének a dátuma 1285 és 1300 köré tehető. Születésének helye sem bizonyos: vagy a surreyi Ockham szülöttje, vagy a yorkshire-i Ockhamé.  Fiatalon belépett a ferences rendbe, tanulmányait Londonban, Oxfordban és Párizsban végezte. Párizsban John Duns Scotus tanítványa, később ellenfele volt. Ezen évei alatt a logika, az ismeretelmélet és a természettudományok iránt mutatott nagyobb érdeklődést.
1325 körül Cesenai Mihály rendfőnök kíséretében Avignonba utazott a pápához, eredetileg a ferences szegénységről folyó viták kapcsán. Itt – valószínűleg nagyrészt személyes feszültségeknek köszönhetően – az ő tanításait is vizsgálat alá vették. Ockham, 1328-ban elhagyta Avignont, és IV. (Bajor) Lajos udvarában keresett menedéket, melynek következményeként a pápa kiközösítette az egyházból.  Ockham a császárral való találkozásakor állítólag a következőket mondta: „Ha te megvédesz engem karddal, én megvédelek téged tollal”. Ez utáni műveiben kizárólag politikai (politikai-teológiai) kérdésekkel foglalkozott. Azt nem tudni, hogy a császár halála után milyen sors várt Ockhamra. 1347. április 10-én halt meg. 1359-ben VI. Ince pápa rehabilitálta.

## Munkássága

Quaestiones in quattuor libros sententiarum

### Filozófiai tanításai
A filozófiatörténészek között nézeteltérés van Ockham filozófiai munkásságát illetőleg. Az egyik oldal azt állítja, hogy Ockham filozófiája idézte elő a skolasztika felbomlását és ugyancsak ő volt az aki Descartes és Kant előfutára volt. Mások – mint például Bertrand Russell is – úgy látják, hogy Ockham filozófiájának célja az arisztotelészi tanok megtisztítása volt az ágostoni és az arab elemektől.
Ockham filozófiájának alapját egy jellegzetesen nominalista ontológia alkotja, amely, noha nem állt összhangban a korban már autoritásnak számító Szent Tamás tanításával, Ockham idejére egyre növekvő népszerűségre tett szert. (Sokszor hivatkozott forrása természetesen – csakúgy, mint az ellenkező táboré is – Arisztotelész.) E szerint minden létező dolog individuum, vagyis egyedi entitás; az univerzálék az emberi elme alkotásai, amennyiben bizonyos műveletek végrehajtásával absztrahálja az ezen individuumokról szerzett ismereteit.
„A külvilág dolgainak érzéki-intuitív szemlélete (tapasztalás) és tudattartalmaink s aktusaink szellemi-reflektív intuíciója teljesen elegendő oka a megismerésnek.” Nincs tehát szükség érzéki ismeretképre. A fogalom nem előzi meg a dolgokat - mint a platonikusoknál -, nincs is benne - mint Arisztotelésznél -, hanem csak a lélekben van. Fogalmaink azonban csak a dolgok természetes jelei, melyek a dolgot helyettesítik. A szóbeli kifejezés csak megegyezésen alapuló név. Ennek ellenére sem nominalista, mert nem tételez fel áthidalhatatlan szakadékot a megismerő alany és a megismerés tárgya között.
Ugyanakkor „a természetes megismerési viszony elveszíti magától-értődőségét, amikor Ockham tagadja az intuitív megismerés objektív meghatározottságát”. Az emberi megismerőképességet radikálisan megkérdőjelezi, de ezt a szubjektív önismeret biztossága ellensúlyozza nála.
Logikájában teljesen elhatárolódott a metafizikai ismeretektől, szerinte a logika olyan eszköze a természetfilozófiának amelyet függetleníteni kell a metafizikától. A logika a sokrétű analízis tudományát jelenti: maga a tudomány a dolgokról szól, de a logika nem. A dolgok egyediek, de a terminusok között vannak univerzáliák is: a logika ez utóbbival foglalkozik, míg a tudomány csak használja azokat, de nem tárgyalja. 

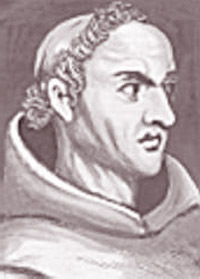
William Ockham

Tanításában továbbá fontos szerepet játszik az alábbi két elv:
1. A mindenhatóság elve (omnipotentia). Ezen elv szerint Isten abszolút hatalmával (potentia absoluta) mindent megtehet, ami nem foglal magában logikai ellentmondást, ez viszont magában foglalja azt is, hogy egy individuum létezéséből nem következtethetünk szükségszerűen egy másik, tőle független individuum létezésére, legyen e két individuum akár ok-okozati kapcsolatban egymással. Ez vonatkozik a fizikai világ dolgaira, de ugyanúgy a bennünk lévő ismeret és az azt okozó tárgy kapcsolatára is, és ez az a következmény, amely miatt – nem teljesen alaptalanul, mindazonáltal vitatható módon – Ockham-et néhányan az újkori szkepticizmus legfontosabb előfutárának tekintik. Ezt a – vélt, vagy valós – szkepticizmust erősítik etikai nézetei, amelyek szerint Istennek nincsenek morális kötelességei. Morálisnak lenni ugyanis annyit jelent, mint engedelmeskedni bizonyos parancsoknak; az emberek morális kötelezettsége abban áll, hogy akaratukat alá kell rendelniük az isteni parancsnak. A moralitás feltétele a szabad akarat, amelynek létezéséről – bár pusztán az ész világánál nem bizonyítható – tapasztalat útján szerezhetünk tudomást: mindenki tapasztalhatta már magában, hogy az akarat nem mindig Istent választja.
2. A gazdaságossági elv más néven Ockham borotvája: „sokaság szükségtelenül nem tételezendő” (lat.: Pluralitas non est ponenda sine necessitate). (Megjegyzendő, hogy az azóta is sokszor idézett standard formula – „entia non sunt multiplicanda praeter necessitatem” – Ockham műveiben sehol nem fordul elő, noha hasonlókat találhatunk.) E szerint a magyarázatoknak nem szabad az okokat szükségtelenül gyarapítani. Ha egy jelenségre két, egyenlő valószínűséggel bíró magyarázat lehetséges, akkor azt kell elfogadni, amelyik kevesebb létező feltételezésével ad magyarázatot az explanandumra. Például ha egy hasadt fatörzs fekszik a földön, akkor ez lehet egy villámcsapás miatt, vagy mert egy titkos kormányzati fegyverprogramot teszteltek. A legegyszerűbb kielégítő magyarázat Occam borotvája alapján a logikus is egyben: az ok a villámcsapás.

Végül röviden meg kell jegyeznünk, hogy Ockham – például Szent Tamáshoz képest mennyire szűk határokat szabott a természetes teológiának. Csupán a tiszta ész fényénél nem tartotta beláthatónak azt, hogy Isten egy, sem azt, hogy a lélek halhatatlan – a katolikus hit e két alapvető fontosságú tanítása tehát kizárólag a kinyilatkoztatás által ismerhető meg.

### Politikai írásai
1328-tól Ockham egyház-politikai témákkal kezd foglalkozni. Védelembe veszi a ferencesek jogát a tulajdonról történő lemondást és a világi hatalomnak a pápától való függetlenségét hangoztatta. Politikai művei politikai viták stílusában íródtak: érveket sorakoztatnak fel valamelyik tézis mellett és ellen, de gyakran semmilyen konklúzióval sem zárulnak.
Politikai művei közül az egyik jelentősebb írás a Nyolc kérdés a pápa hatalmáról című hosszú traktátus. Az írás azt a kérdést boncolgatja, hogy lehet-e ugyanaz a személy a legfőbb tekintély az egyházban és az államban egyszerre. A művében Ockham a következő kérdésre keresi a választ:
A világi hatalom közvetlenül Istentől ered-e vagy sem?, A pápa joga-e, hogy a világi igazságszolgáltatást a császárra és a többi fejedelemre ruházza?, A választófejedelmek útján történő megválasztás teljhatalmat biztosít-e a német királynak?, Milyen jogokat szerez meg az egyház a püspök azon  joga révén, hogy felkenhetik a királyokat?, Érvényes-e a koronázási ceremónia, ha nem a törvényes érsek végzi?, A választófejedelmek útján történt megválasztás biztosítja a császári címet a királynak?.
Egy másik politikai értekezése azzal a kérdéssel foglalkozik, hogy a fejedelem megszerezheti-e az egyházi javakat a pápa hozzájárulása nélkül; ez az írás igyekszik igazolni III. Edward azon lépését, hogy a franciák elleni háború érdekében megadóztatta a klérust.
Ugyancsak politikai értekezésben, a Tanácskozás egy házassági ügyről címűben, azzal a kérdéssel foglalkozott, hogy a császárnak joga van-e feleségül venni az unokahúgát.

## Hatása
Ockham azzal, hogy hangsúlyozta: az emberi megismerés tanulmányozása lehetséges a metafizikától és a teológiától függetlenül is, sokban bátorította a tudományos kutatást. Állítása szerint az augusztiniánusok tévedtek abban, hogy azt feltételezték, hogy a dolgokat nem lehet megérteni, az emberek pedig képtelenek a megértésre, majd a Végtelenből merítve az igazságot, azt állították, hogy így már lehetséges a megismerés. Ockhamot tanítása olyan gondolkodókat bátorított fel a skolasztikával való szembefordulásra és tudományos kutatásra, mint Nikolausz Kopernikusz elődjének számító Oresmei Miklós (megh. 1382), aki a bolygóelmélettel foglalkozott.

## Ismertebb művei
1. Filozófia és teológia
  - Summa logicae

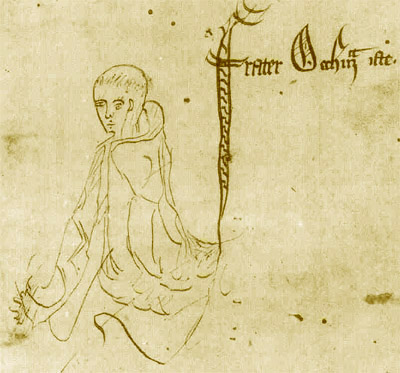
Rajz a Summa logicae 1341-es kiadásából

  - Quaestiones in octo libros physicorum
  - Summulae in octo libros physicorum
  - Quodlibeta septem
  - Quaestiones in quattuor libros sententiarum
  - Centilogium theologicum
2. Politika
  -  Opus nonaginta dierum
  -  Super potestate summi pontificis octo quaestionum decisiones
  -  Tractatus de dogmatibus Johannis XXII papae
  -  Epistola ad fratres minores
  -  De imperatorum et pontificum potestate

## Ajánlott irodalom
- Ernest E. Moody: The Logic of William of Occam. New York, Russell & Russell, 1965
- Wildinger Jakab: Ockham fejlődése, terminizmusa s ennek befolyása a bölcseletre; s.n., Kalocsa, 1918